# Логічний аналізатор

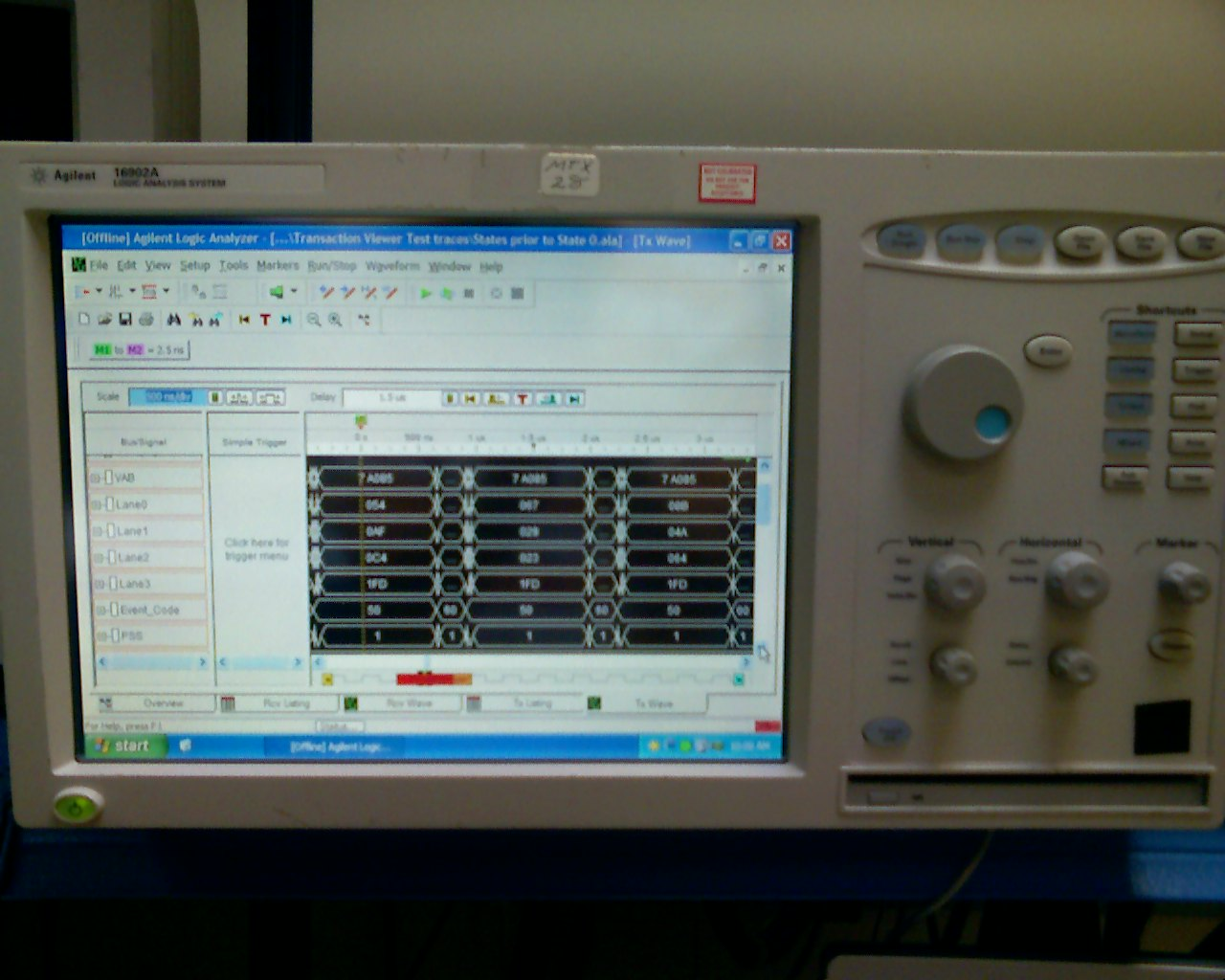
Логічний аналізатор

Логічний аналізатор (англ. Logic Analyzer) — електронний пристрій, який може записувати і відображати послідовності цифрових сигналів. Він може використовуватись для тестування і відладки цифрових електронних схем, наприклад при проектуванні компонентів комп'ютерів та управляючих електронних пристроїв. На відміну від осцилографів, логічні аналізатори мають значно більше входів (здебільшого від 8 до декількох сотень).

## Класифікація
Існує три різних категорії логічних аналізаторів доступних на ринку:
- Модульний[2]
- Портативний[3]
- На базі ПК. Апаратна частина під'єднується до комп'ютера через USB або Ethernet. Ці пристрої здебільшого є набагато меншими і дешевшими, тому що вони використовують наявні в ПК клавіатуру, дисплей і центральний процесор.